# 城墙公园

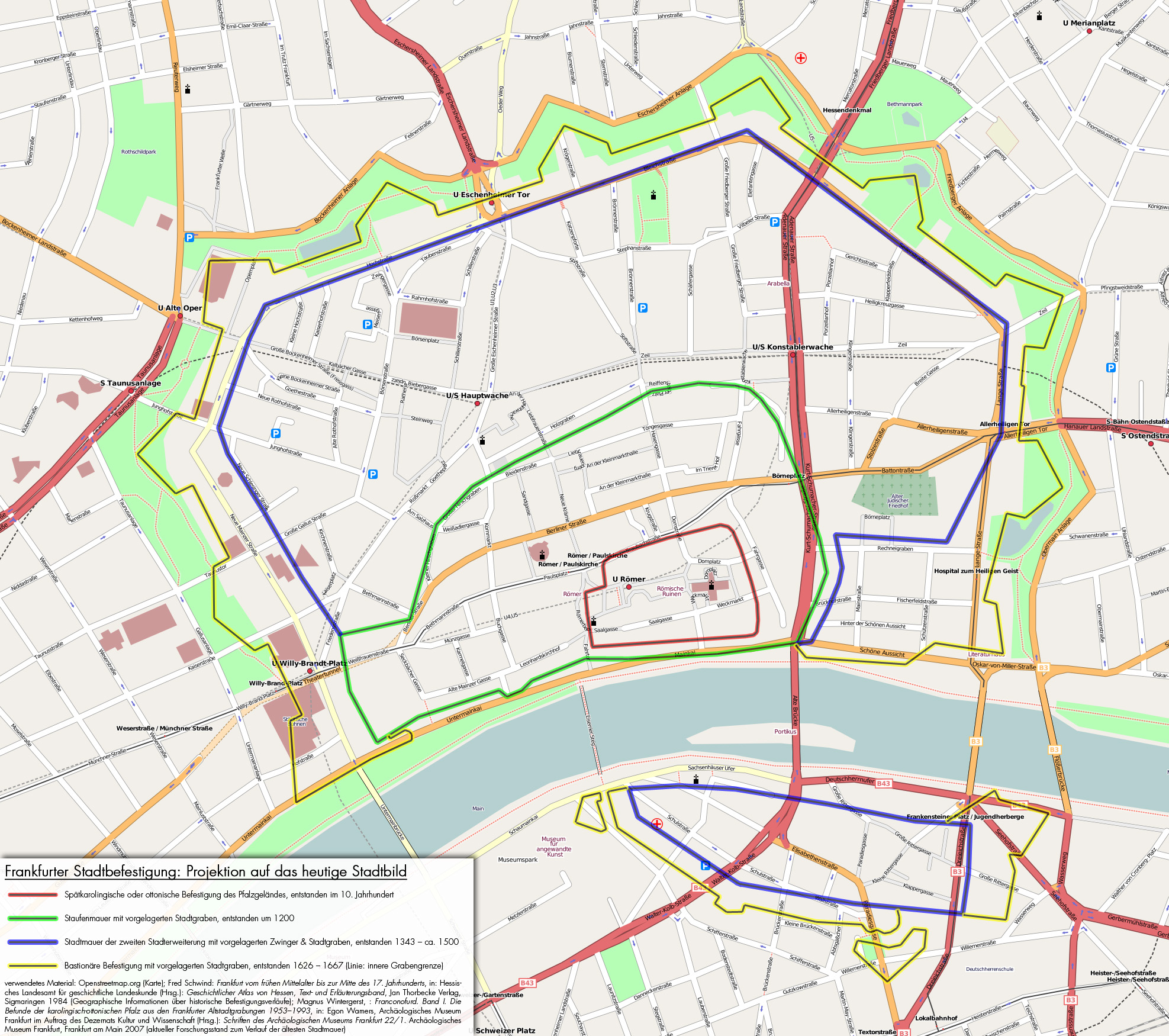

城墙公园（Wallanlagen）是德国法兰克福的一个公园，沿着旧城墙的走向，形成一个环绕市中心，长达5公里的绿带。旧城墙建于14世纪，已在19世纪初拆除，1804-1812年改建为公园。

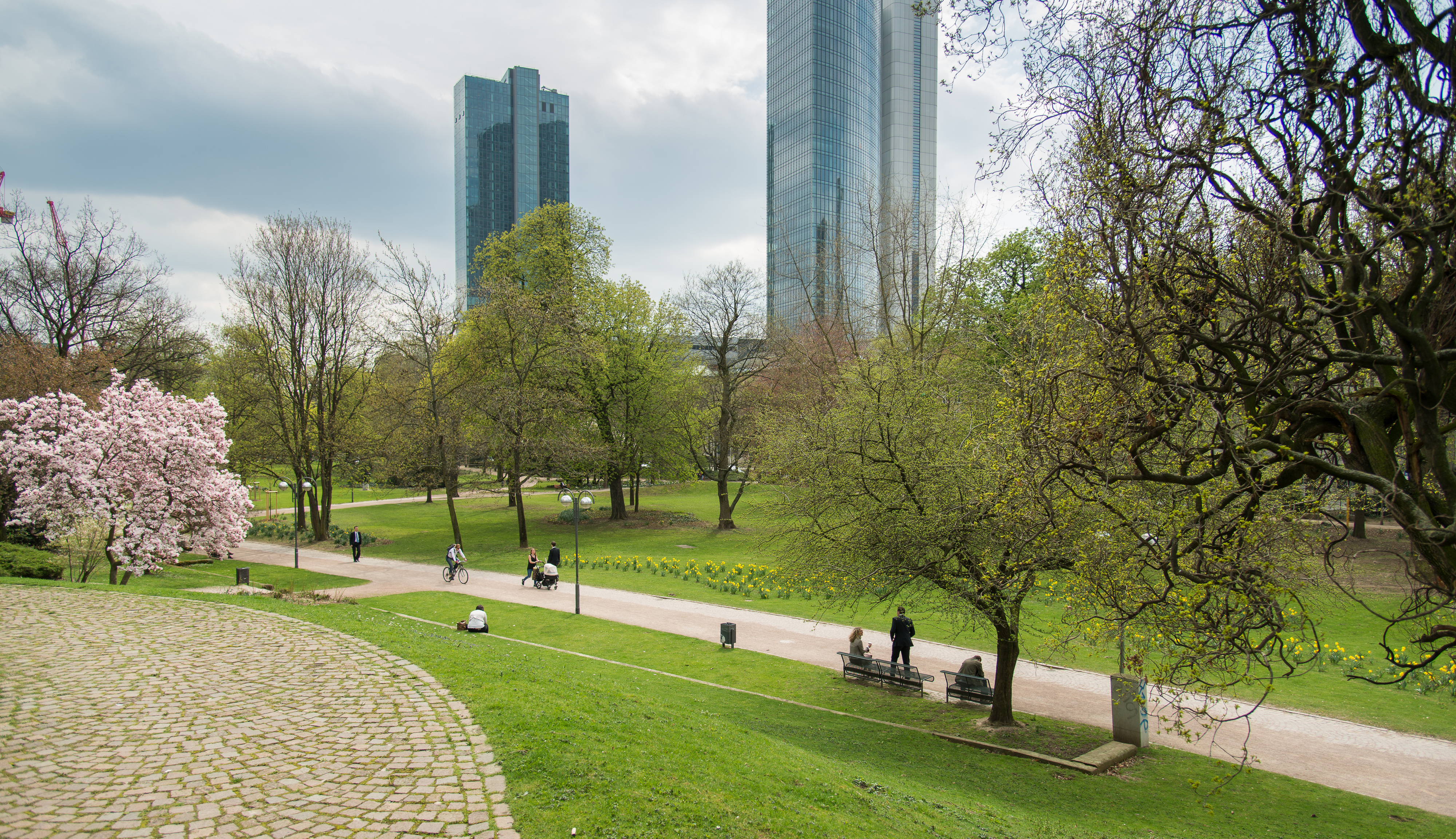
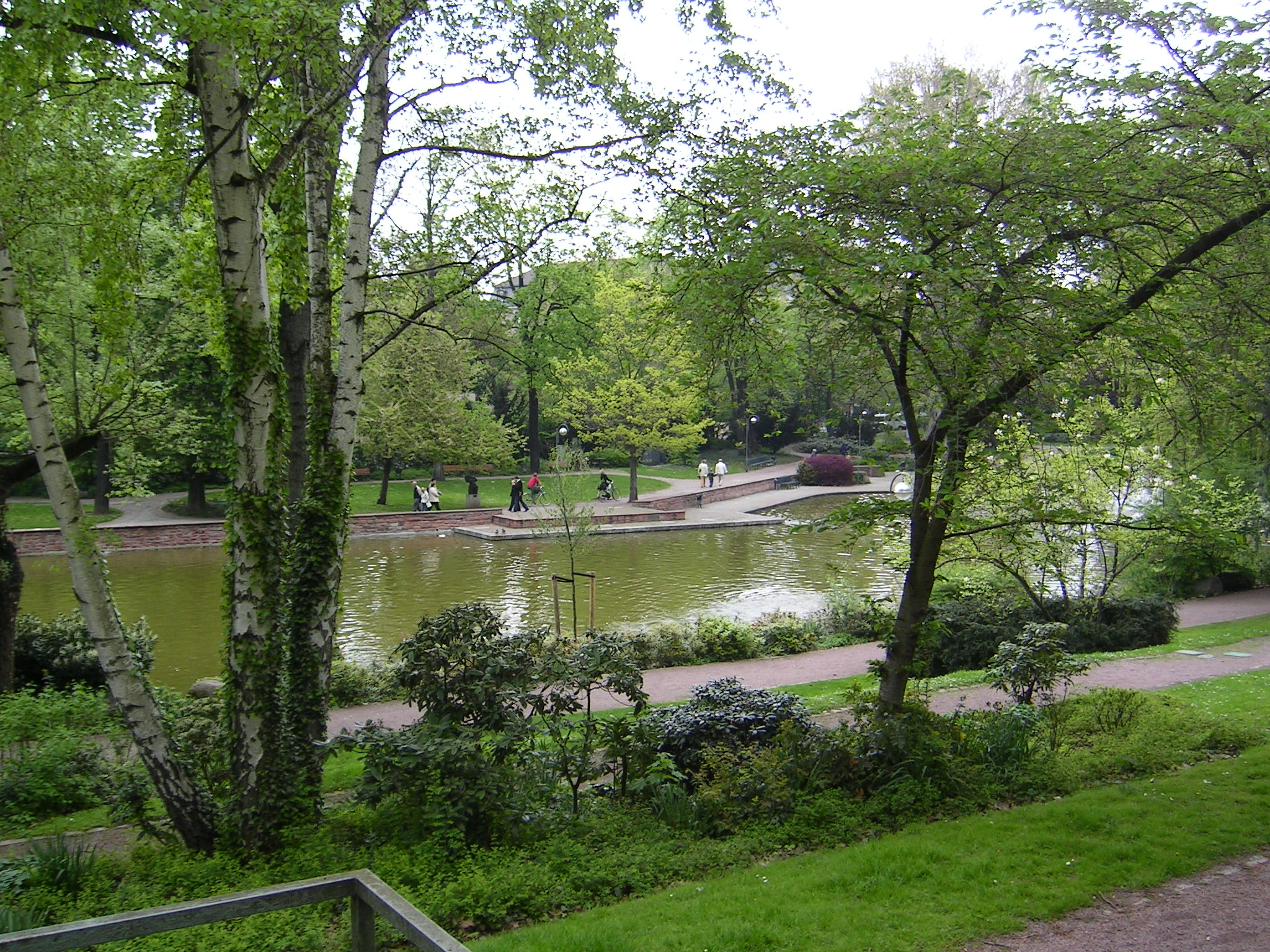
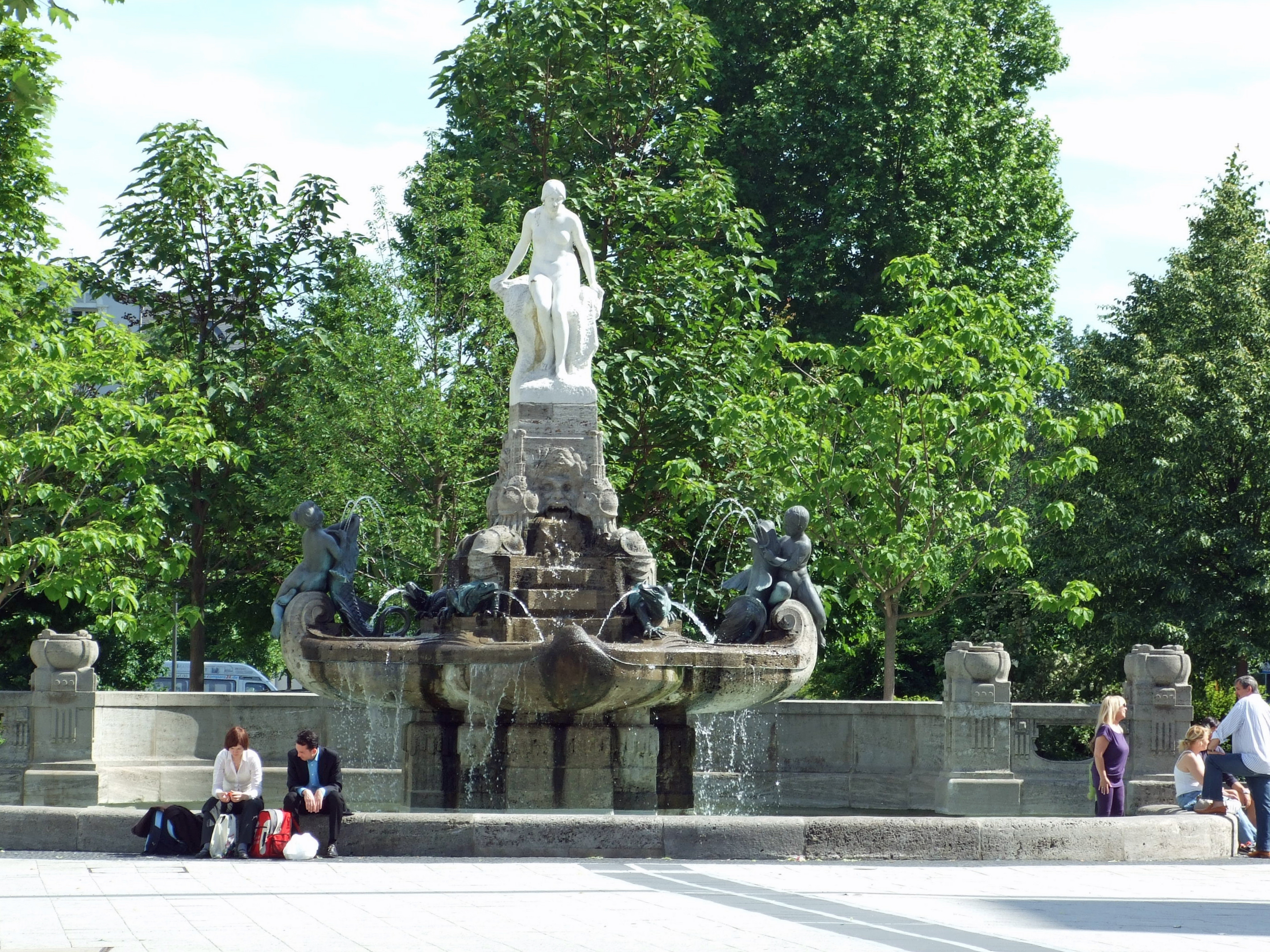

城墙公园分为七段，分别以旧城门命名。